# Liste des paroisses civiles du Derbyshire

Localisation du comté de Derbyshire en Angleterre.

Voici la liste des paroisses civiles du comté cérémoniel du Derbyshire, en Angleterre.

## Liste des paroisses civiles par district

### District d'Amber Valley

Carte du district d'Amber Valley.

Le district est entièrement découpé en paroisses, à l'exception d'une partie de l'ancien district urbain d'Alfreton.
- Aldercar and Langley Mill
- Alderwasley
- Alfreton (ville)
- Ashleyhay
- Belper (ville)
- Codnor
- Crich
- Denby
- Dethick, Lea and Holloway
- Duffield
- Hazelwood
- Heanor and Loscoe (ville)
- Holbrook
- Horsley
- Horsley Woodhouse
- Idridgehay and Alton
- Ironville
- Kedleston
- Kilburn
- Kirk Langley
- Mackworth
- Mapperley
- Pentrich
- Quarndon
- Ravensdale Park
- Ripley (ville)
- Shipley
- Shottle and Postern
- Smalley
- Somercotes
- South Wingfield
- Swanwick
- Weston Underwood
- Windley

### District de Bolsover

Carte du district de Bolsover.

Le district est entièrement découpé en paroisses.
- Ault Hucknall
- Barlborough
- Blackwell
- Clowne
- Elmton with Creswell
- Glapwell
- Hodthorpe and Belph
- Langwith
- Old Bolsover (ville)
- Pinxton
- Pleasley
- Scarcliffe
- Shirebrook (ville)
- South Normanton
- Tibshelf
- Whitwell

### Borough de Chesterfield

Carte du borough de Chesterfield.

L'ancien borough municipal de Chesterfield n'est pas découpé en paroisses.
- Brimington
- Staveley

### Autorité unitaire de Derby
L'autorité unitaire de Derby n'est pas découpée en paroisses.

### District de Derbyshire Dales

Carte du district de Derbyshire Dales.

Le district est entièrement découpé en paroisses.
- Abney and Abney Grange
- Aldwark
- Alkmonton
- Ashbourne (ville)
- Ashford in the Water
- Atlow
- Bakewell (ville)
- Ballidon
- Baslow and Bubnell
- Beeley
- Biggin
- Birchover
- Blackwell in the Peak
- Bonsall
- Boylestone
- Bradbourne
- Bradley
- Bradwell
- Brailsford
- Brassington
- Brushfield
- Callow
- Calver
- Carsington
- Chatsworth
- Chelmorton
- Clifton and Compton
- Cromford
- Cubley
- Curbar
- Darley Dale (ville)
- Doveridge
- Eaton and Alsop
- Edensor
- Edlaston and Wyaston
- Elton
- Eyam
- Fenny Bentley
- Flagg
- Foolow
- Frogatt
- Gratton
- Great Hucklow
- Great Longstone
- Grindleford
- Grindlow
- Harthill
- Hartington Middle Quarter
- Hartington Nether Quarter
- Hartington Town Quarter
- Hassop
- Hathersage
- Hazlebadge
- Highlow
- Hognaston
- Hollington
- Hopton
- Hulland
- Hulland Ward
- Hungry Bentley
- Ible
- Ivonbrook Grange
- Kirk Ireton
- Kniveton
- Lea Hall
- Little Hucklow
- Little Longstone
- Litton
- Longford
- Mapleton
- Marston Montgomery
- Matlock Bath
- Matlock Town (ville)
- Mercaston
- Middleton
- Middleton and Smerrill
- Monyash
- Nether Haddon
- Newton Grange
- Norbury and Roston
- Northwood and Tinkersley
- Offcote and Underwood
- Offerton
- Osmaston
- Over Haddon
- Parwich
- Pilsley
- Rodsley
- Rowland
- Rowsley
- Sheldon
- Shirley
- Snelston
- Somersal Herbert
- South Darley
- Stanton
- Stoney Middleton
- Sudbury
- Taddington
- Tansley
- Thorpe
- Tideswell
- Tissington
- Wardlow
- Wheston
- Winster
- Wirksworth (ville)
- Yeaveley
- Yeldersley
- Youlgreave

### Borough d'Erewash

Carte du borough d'Erewash.

Le district est entièrement découpé en paroisses, à l'exception de l'ancien borough municipal d'Ilkeston et d'une partie de l'ancien district urbain de Long Eaton.
- Breadsall
- Breaston
- Dale Abbey
- Draycott and Church Wilne
- Hopwell
- Little Eaton
- Morley
- Ockbrook and Borrowash
- Risley
- Sandiacre
- Sawley
- Stanley and Stanley Common
- Stanton by Dale
- West Hallam

### District de High Peak

Carte du district de High Peak.

Le district est entièrement découpé en paroisses, à l'exception des anciens boroughs municipaux de Buxton et Glossop.
- Aston
- Bamford
- Brough and Shatton
- Castleton
- Chapel-en-le-Frith
- Charlesworth
- Chinley, Buxworth and Brownside
- Chisworth
- Derwent
- Edale
- Green Fairfield
- Hartington Upper Quarter
- Hayfield
- Hope
- Hope Woodlands
- King Sterndale
- New Mills (ville)
- Peak Forest
- Thornhill
- Tintwistle
- Whaley Bridge (ville)
- Wormhill

### District du North East Derbyshire

Carte du district du North East Derbyshire.

Le district est entièrement découpé en paroisses.
- Ashover
- Barlow
- Brackenfield
- Brampton
- Calow
- Clay Cross
- Dronfield (ville)
- Eckington
- Grassmoor, Hasland and Winswick
- Heath and Holmewood
- Holmesfield
- Holymoorside and Walton
- Killamarsh
- Morton
- North Wingfield
- Pilsley
- Shirland and Higham
- Stretton
- Sutton cum Duckmanton
- Temple Normanton
- Tupton
- Unstone
- Wessington
- Wingerworth

### District du South Derbyshire

Carte du district du South Derbyshire.

Le district est entièrement découpé en paroisses, à l'exception de l'ancien district urbain de Swadlincote.
- Ash
- Aston upon Trent
- Barrow upon Trent
- Barton Blount
- Bearwardcote
- Bretby
- Burnaston
- Calke
- Castle Gresley
- Catton
- Cauldwell
- Church Broughton
- Church Gresley
- Coton in the Elms
- Dalbury Lees
- Drakelow
- Egginton
- Elvaston
- Etwall
- Findern
- Foremark
- Foston and Scropton
- Hartshorne
- Hatton
- Hilton
- Hoon
- Ingleby
- Linton
- Lullington
- Marston on Dove
- Melbourne
- Netherseal
- Newton Solney
- Osleston and Thurvaston
- Overseal
- Radbourne
- Repton
- Rosliston
- Shardlow and Great Wilne
- Smisby
- Stanton by Bridge
- Stenson Fields
- Sutton on the Hill
- Swarkestone
- Ticknall
- Trusley
- Twyford and Stenson
- Walton upon Trent
- Weston upon Trent
- Willington
- Woodville